# Śāriputra

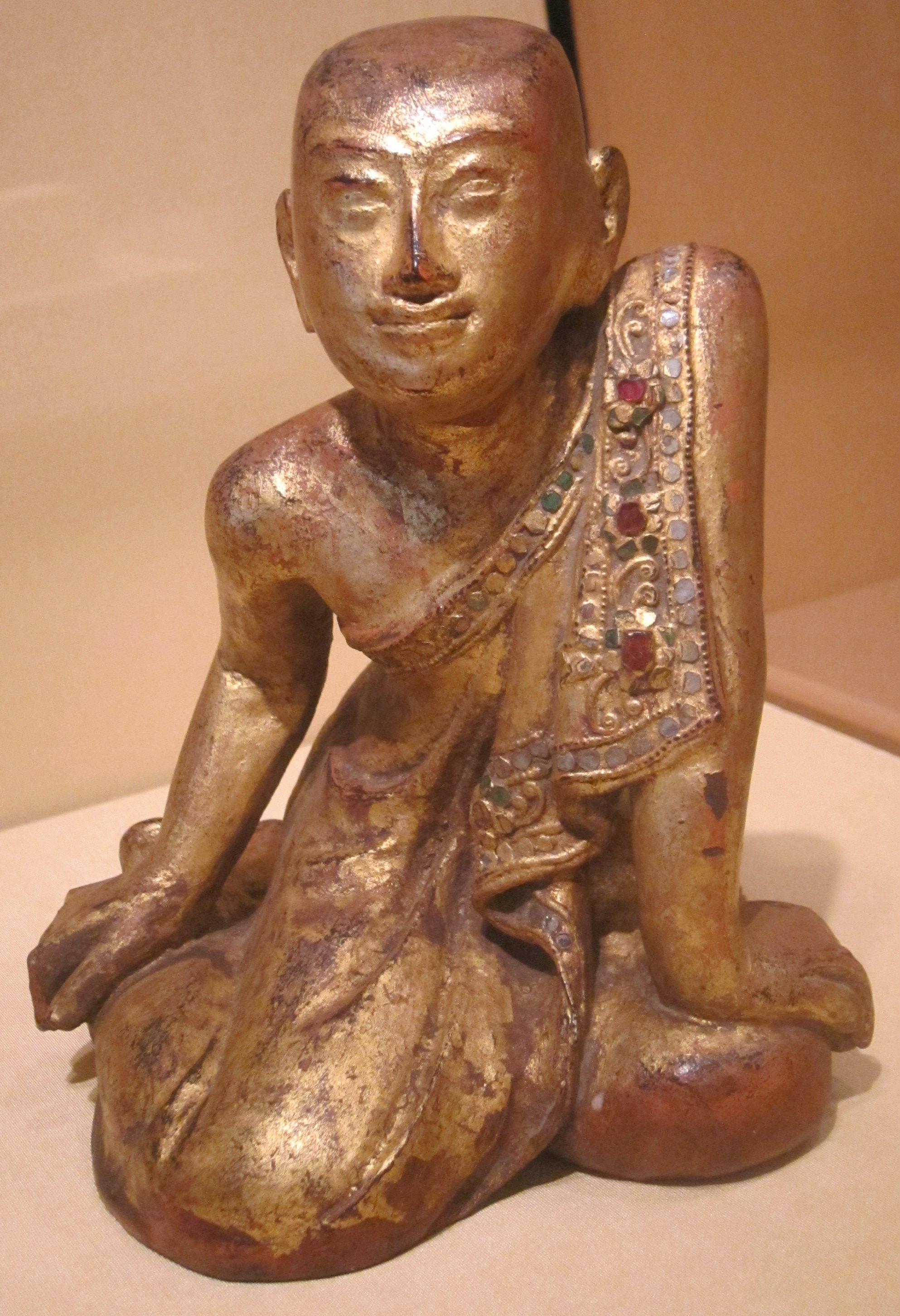
Estàtua de Śāriputra. Myanmar. Segle XIX

Śāriputra (pali: Sāriputta i en japonès Sharihotsu) va ser un dels principals deixebles de Gautama Buda i va assolir la condició d'arhat. El nom Śāri Putra significa fill de Śāri. Śāriputra també és conegut com Upatiśya, Upatishia o Pal Upatissa. És considerat el primer dels dos principals deixebles masculins de Buda, juntament amb Maudgalyayana. En l'art budista sovint hi apareixen representats flanquejant el Buda. Aquests dos eren amics de la infància que van marxar de casa per perseguir la vida religiosa, al principi junts, però finalment es van separar amb l'acord que el primer a trobar el camí veritable aniria a buscar l'altre.
Śāriputra va néixer en una família de bramans als suburbis de Rajagriha, la capital de l'antic regne indi de Magadha. Va ser amic de Maudgalyayana des de la infantesa i junts es van convertir en deixebles de Sanjaya Belattipputta, un asceta i un dels sis mestres no budistes. Poc després de la il·luminació de Śākyamuni, Śāriputra es va trobar a Rajagriha amb Aśvajit (un dels deixebles de Śākyamuni). Aśvajit li estar explicant sobre la llei de causalitat i Śāriputra va quedar tan impressionat per les implicacions d'aquestes doctrines i el comportament noble d'Aśvajrit que immediatament va voler convertir-se en deixeble de Śākya Muni. Maudgalyayana va seguir al seu amic i junts van portar als 250 restants deixebles de Sanjaya a l'Ordre Budista.
Des del principi, en la predicació de Śākyamuni, Śāriputra al costat de Maudgalyayana van ser reconeguts com els principals deixebles d'aquest. Quan Devadatta va provocar un cisma dins de l'Ordre Budista i es va emportar amb ell a uns 500 monjos, van ser Śāriputra i Maudgalyayana els qui van refutar a Devadatta i van convèncer als 500 monjos de tornar al costat de Śākyamuni. Śāriputra en particular era altament estimat per Śākyamuni fins al punt que Śākyamuni Buda el considerava el seu successor. Això lamentablement no va arribar a succeir, ja que Śāriputra va caure malalt i va morir molts mesos abans que Śākyamuni morís en la seva vila natal de Nalaka.
En el Sutra del Lotus, únicament Śāriputra constitueix el primer grup dels tres grups de «els quals escolta la veu», per haver entès l'ensenyament del Buda, pel fet que ell va comprendre la intenció del Buda en sentir-lo predicar el veritable aspecte de tots els fenòmens en el capítol Mitjans Hàbils del Sutra del Lotus. Més tard en el capítol «Similituds i paràboles» es prediu que ell aconseguirà la il·luminació en una futura existència i serà conegut com el Buda de la Flor Brillant.

## Biografia

### Primers anys
Els textos budistes descriuen que Śāriputra va néixer amb el nom de naixement Upatiṣya (Pali: Upatissa) en el si d'una rica família braman en un llogaret pròxim a Rājagaha en l'antic regne indi de Magadha. Els textos de la tradició Mūlasarvāstivāda afirmen que va rebre el nom del seu pare, mentre que els comentaris Pali de la tradició Theravada afirmen que va rebre el nom del seu poble natal. El pelegrí budista xinès Faxian es refereix al poble natal de Śāriputra com a Nāla (Nālaka) mentre que el pelegrí xinès Xuanzang es refereix al poble com a Kālapināka. El poble ha estat identificat en diverses ocasions com l'actual Sarichak, Chandiman (Chandimau), o Nanan (que es considera més probable que sigui la ubicació correcta).
Es descriu a Upatiṣya com una persona de "rostre daurat". Va tenir sis germans; tres germans anomenats Upasena, Cunda i Revata, i tres germanes anomenades Cāla, Upacālā i Sīsupacālā. Cadascun dels seus germans creixeria i es convertiria en arhat, en deixebles del Buda. Segons la tradició pali, el pare d'Upatiṣya es deia Vangunta, mentre que segons la tradició Mūlasarvāstivāda el seu pare es deia Tiṣya (Pali: Tissa). La mare d'Upatiṣya es deia Śārī (anomenada alternativament Rūpaśārī, Śārika, o Śāradvatī), perquè tenia ulls com un ocell śārika. La seva mare va ser la raó per la qual Upatiṣya va passar a ser conegut més tard com Śāriputra (fill de Śāri) i a vegades Śāradvatīputra (fill de Śāradvatī).

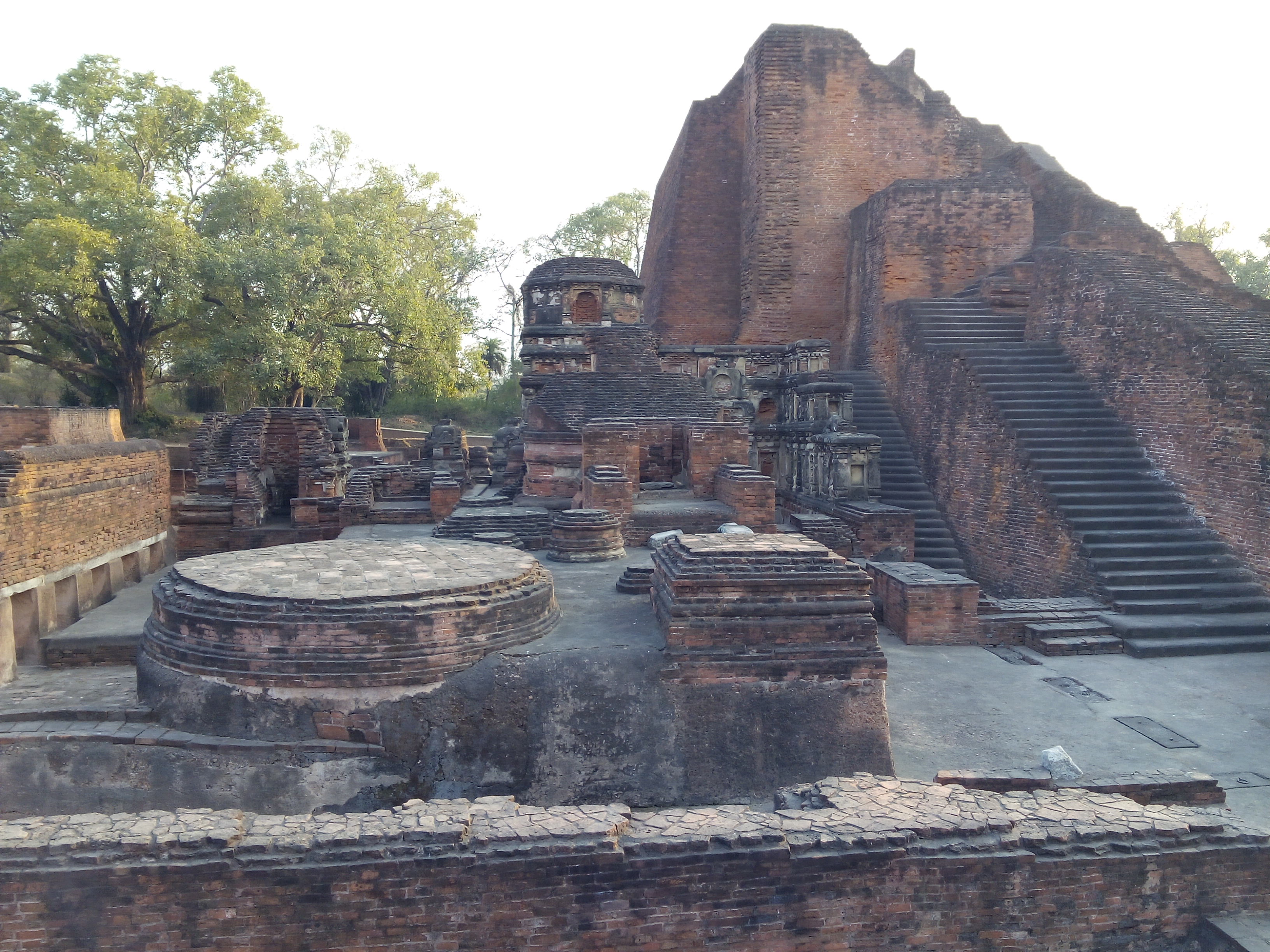
Una estupa dedicada a Śāriputra a l'antic monestir de Nalanda. Nyanaponika Thera afirma que Nalanda va estar probablement prop d'on va néixer i va morir Śāriputra.

Upatiṣya va néixer el mateix dia que Kolita (que més tard seria conegut com a Maudgalyāyana), un nen d'un llogaret veí la família del qual havia estat amiga de la família d'Upatiṣya durant set generacions, i es va fer amic d'ell quan era nen. Upatiṣya i Kolita es van convertir en mestres dels Vedas a través de la seva educació i cadascun va desenvolupar un gran nombre de seguidors entre els joves bramans. Un dia, la comprensió que la vida no és permanent va arribar als dos amics durant un festival en Rājagaha i van desenvolupar un sentiment d'urgència espiritual (Samvega).
En adonar-se de la inutilitat del món material no-permanent, els dos amics es van convertir en ascetes amb la idea de buscar la finalitat del renaixement (Saṃsāra). En els textos Mūlasarvāstivāda, els dos amics van visitar a tots els sis mestres principals de l'Índia de l'època abans d'adonar-se que cap d'ells tenia el camí correcte. Segons els textos pali, els dos amics i el seu grup de joves bramans es van convertir en alumnes de només un dels mestres, l'asceta Sañjaya Vairatiputra (pali: Sañjaya Belaṭṭhaputta), que s'allotjava a la rodalia. Els textos pali descriuen a Sañjaya com un mestre de la tradició Escèptica Índia, i Upatiṣya i Kolita van acabar descontentaments amb els seus ensenyaments i van marxar. No obstant això, en els textos de Mūlasarvāstivāda, en el cànon budista xinès i en els relats tibetans, se'l representa com un savi mestre amb visió meditativa que emmalalteix i mor. En alguns relats, prediu l'arribada de Buda a través de les seves visions. Després de no trobar el que buscaven, els dos amics van prendre camins diferents però van fer un pacte que si un trobava el camí al Nirvana, li ho diria a l'altre.

### Trobada amb el Buda

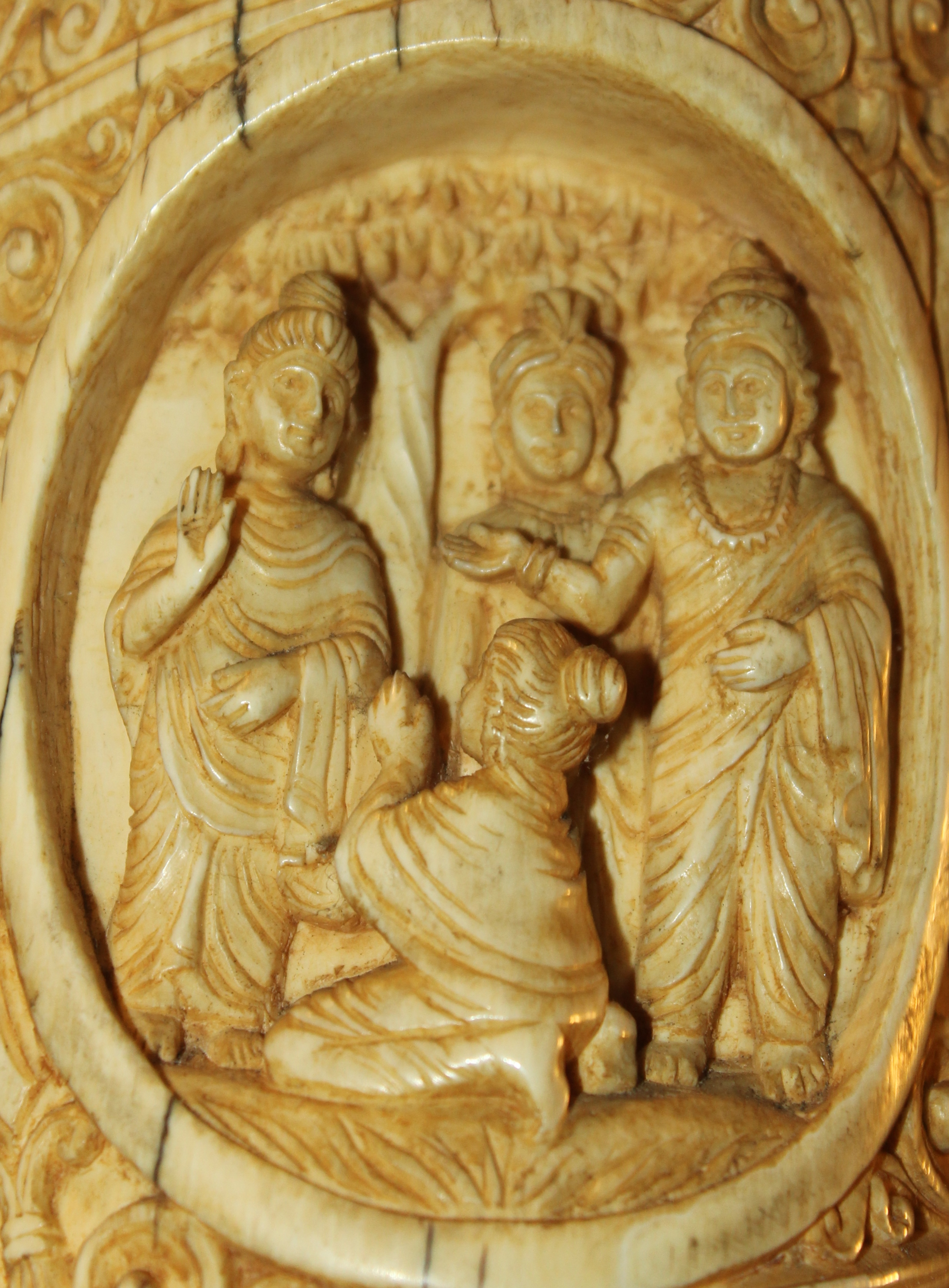
Relleu d'ivori que representa a Śāriputra i Maudgalyāyana convertint-se en deixebles de Buda.

Després de deixar a Sañjaya, Upatiṣya es va trobar amb el monjo Aśvajit, un dels cinc primers deixebles arhat de Buda. Upatiṣya es va adonar de com de serè semblava el monjo i es va apropar a ell per a demanar-li un ensenyament. Aśvajit va dir que encara estava acabat d'ordenar però que li ensenyaria el que pogués, i va procedir a ensenyar la famosa estrofa Ye Dharma Hetu:
| « | De totes les coses que sorgeixen d'una causa, Tathagata ha explicat la causa de les mateixes; I com deixen de ser, això també ho explica, Aquesta és la doctrina del Gran Reclus. | » |

Aquesta estrofa s'ha fet especialment famosa en el món budista, havent estat afegida com a inscripció en moltes estàtues budistes. Segons el filòsof Paul Carus, l'estrofa trenca amb la idea de la intervenció divina predominant en l'antic bramanisme de l'època i, en el seu lloc, ensenya que l'origen i la fi de totes les coses depenen de la seva causalitat.
Seguint l'ensenyament, Upatiṣya va assolir el sotapanna, la primera etapa de la il·luminació. Upatiṣya es va dirigir llavors a Kolita per a explicar-li l'incident i, després de recitar-li l'estrofa, Kolita també va aconseguir el sotapanna. Els dos amics, juntament amb una gran part dels deixebles de Sañjaya, llavors va ordenar com a monjos sota el Buda, convertint-se tots en el grup en arhats aquest dia, excepte Upatiṣya i Kolita. Nyanaponika Thera afirma que els amics necessitaven períodes de preparació més llargs abans de la il·luminació per a poder complir les seves funcions com a deixebles principals. Diversos textos descriuen l'ordenació amb elements miraculosos, com que les robes dels deixebles se substitueixen sobtadament per túniques budistes i que el seu cabell cau per si sol. Després d'ordenar-se, Upatiṣya va començar a dir-se Śāriputra (pali: Sāriputta), i Kolita va començar a dir-se Maudgalyāyana (pali: Moggallāna).
Després que Śāriputra i Maudgalyāyana s'ordenessin, el Buda els va declarar els seus dos deixebles principals (pali: aggasavaka), seguint la tradició de nomenar un parell de deixebles principals com van fer els Budes del passat, segons la creença budista. Com eren acabats d'ordenar, alguns dels monjos de l'assemblea es van sentir ofesos, però el Buda els va explicar que els havia donat els papers perquè havien fet el resolució de convertir-se en els deixebles principals feia moltes vides. Maudgalyāyana va aconseguir l'arhatship set dies després d'ordenar-se després d'un intens entrenament de meditació. Śāriputra va aconseguir l'arhatship dues setmanes després de la seva ordenació mentre ventava al Buda mentre aquest lliurava el Vedanāpariggaha Sutta a un asceta errant. Els textos pali afirmen que l'asceta era nebot de Śāriputra, però els textos xinesos, tibetans i sànscrits afirmen que era oncle de Śāriputra. Segons comentaris com el Atthakatha, Śāriputra va trigar més a aconseguir la il·luminació que Maudgalyāyana perquè el seu coneixement havia de ser més profund com a primer deixeble principal i, per tant, requeria més temps de preparació.

### Deixeble principal
Es considera que Śāriputra va ser el primer deixeble principal de Buda, el primer en saviesa (Paññā), títol que va compartir amb la monja Kṣemā (pali: Khemā). Va compartir el títol de principal deixeble masculí amb Maudgalyāyana, descrits junts al Mahāpadāna Sutta com "la parella principal de deixebles, la parella excel·lent" (pali: sāvakayugaṁ aggaṁ bhaddayugaṁ). En el Mahavagga, Buda va declarar als seus dos principals deixebles masculins com els més destacats en saviesa i en poders psíquics, referint-se a Śāriputra i Maudgalyāyana respectivament. Els textos descriuen que cap dels altres deixebles del Buda podia respondre a les preguntes que Maudgalyāyana era capaç de respondre, mentre que Maudgalyāyana era incapaç de respondre a les preguntes que Śāriputra era capaç de respondre. La tradició budista sosté que el primer deixeble principal, Śāriputra, solia asseure's a la dreta de Buda, mentre que el segon deixeble principal, Maudgalyāyana, s'asseia a l'esquerra. Els deixebles han estat així estilitzats com els deixebles de la mà dreta i de la mà esquerra del Buda en la tradició i l'art budistes.
Com a primer deixeble principal, el paper de Śāriputra era la sistematització i l'anàlisi dels ensenyaments de Buda. El cànon budista mostra sovint a Śāriputra fent preguntes al Buda i suplicant-li que ensenyi, així com a ell mateix aclarint punts i interrogant als deixebles, en alguns casos aparentment per a posar a prova els coneixements dels seus companys. El Buda sovint suggeria un tema i feia que Śāriputra elaborés i pronunciés un sermó sobre ell. En dos discursos registrats al Tripitaka, el Dasuttara Sutta i el Saṅgīti Sutta, Buda va declarar que necessitava descansar la seva esquena, i va fer que Śāriputra ensenyés en el seu lloc mentre el Buda escoltava com a part de l'audiència. La seva capacitat per a ensenyar el Dharma li va valer el títol de "General del Dharma" (sànscrit: Dharmasenapati). Tot i això, els textos budistes indiquen que Śāriputra encara tenia alguns defectes. Al Catuma Sutta, quan un grup de monjos joves va fer soroll i el Buda els va ordenar que marxessin, el Buda va reprendre Śāriputra per no concloure que era responsabilitat dels deixebles principals tenir cura dels monjos, cosa que Maudgalyāyana va poder concloure. En una altra ocasió, el Buda va reprendre Śāriputra per ensenyar al brahman moribund, Dhanañjani, d'una manera que el va portar a renéixer en el regne de Brahma en lloc d'ensenyar d'una manera que conduís a la il·luminació.
Śāriputra va assumir un paper de lideratge a la comunitat monàstica de Buda, o Sangha. Els textos budistes descriuen que Śāriputra s'encarregava rutinàriament dels assumptes monàstics que normalment manejava el propi Buda, com atendre els monjos malalts o visitar els seguidors laics abans de la seva mort. En un cas, quan un grup de monjos planejava viatjar a un altre lloc, el Buda els va dir que primer demanessin permís a Śāriputra. va demanar que ordenés monjos en el seu lloc, donant-li el Buda el procediment de ordenació. També se li va encomanar ordenar al fill del Buda Rahula. Quan Śāriputra entrenava als alumnes, els donava ajuda material i espiritual, i els assignava un objecte de meditació. Al Saccavibhanga Sutta, el Buda va comparar Śāriputra amb una mare que dona a llum un nen, mentre que va comparar Maudgalyāyana amb una infermera que cria un nen. Śāriputra entrenaria els estudiants a sotapanna, la primera etapa de la il·luminació, i Maudgalyāyana entrenaria els estudiants a arhatship, l'etapa més alta de la il·luminació. No obstant això, Nyanaponika Thera assenyala que hi ha diversos casos individuals en què Śāriputra va guiar a monjos a les etapes de la il·luminació superiors també.

### Persona
Els textos budistes retraten a Śāriputra com algú que va prendre un paper actiu en el debat i la conversió d'heretges, considerat com una de les seves grans prerrogatives. En la tradició Mūlasarvāstivāda, quan els sis mestres herètics de l'època van desafiar als budistes a un concurs, Buda va fer que Śāriputra contingués contra ells. Els textos de Mūlasarvāstivāda afirmen que Śāriputra va utilitzar poders psíquics per crear una enorme tempesta i transformar-se en diverses formes, sotmetent els mestres rivals i convertint els residents de Savatthi. el monjo Devadatta va crear un cisma a la comunitat monàstica de Buda i va allunyar alguns dels seus deixebles, Śāriputra va exercir un paper clau en la restauració de la comunitat. Segons els textos, en assabentar-se del cisma, Śāriputra i Maudgalyāyana van pretendre unir-se a la comunitat de Devadatta. Després que els principals deixebles s'unissin, Devadatta va al·legar tenir un mal d'esquena i va fer que Śāriputra prediqués al seu lloc, però Devadatta es va quedar adormit i Śāriputra i Maudgalyāyana van aprofitar l'oportunitat per aconseguir que el següent tornés al Buda.

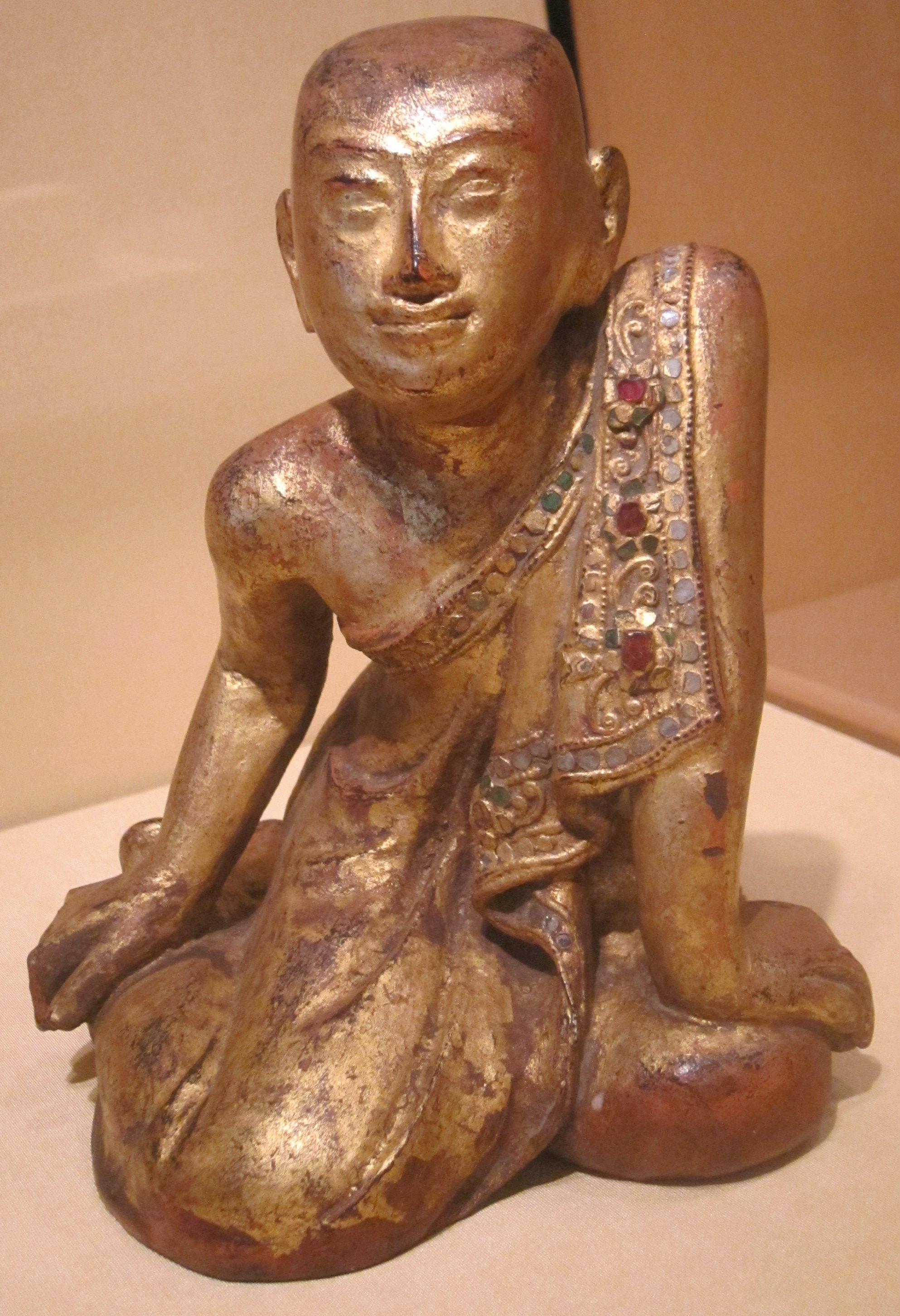
Estàtua daurada de Śāriputra de Birmània.

Els textos budistes generalment atribueixen a Śāriputra l'establiment de les regles monàstiques, sent Śāriputra qui demana a Buda que creï les regles. Quan Śāriputra li ho va demanar al Buda, aquest va dir que les establiria en el moment adequat. Śāriputra era conegut per la seva escrupolositat i el seu meticulós compliment de les regles monàstiques. En una història, Śāriputra va emmalaltir d'una malaltia que podia tractar-se amb all, però ho va rebutjar perquè el Buda havia establert prèviament una regla que prohibia als monjos menjar all, i Śāriputra només ho va prendre després que el Buda revoqués la regla. En una altra història, Śāriputra va descobrir que els pastissos de menjar tendien a fer-ho cobejós i llavors va fer el vot d'abstenir-se'n. Un comentari budista descriu que una vegada, quan els altres monjos havien sortit a recollir almoines, Śāriputra va netejar i va organitzar meticulosament el monestir per evitar que els heretges critiquessin als deixebles. Diversos textos budistes relaten que Śāriputra va renéixer com a serp en una vida anterior i que aquesta va ser la raó de part de la seva tossuderia. En un text del Mahāsāṃghika el Buda va castigar Śāriputra fent-li posar-se al sol per no haver evitat que alguns monjos fessin comentaris incorrectes. Quan els altres monjos van demanar més tard al Buda que aturés el càstig, aquest va dir que la decisió de Śāriputra de rebre el càstig no podia canviar-se, igual que no estava disposat a canviar d'opinió quan era una serp. En un text de Mahīśāsaka, Śāriputra es va negar a prendre un tipus de fruita, fins i tot quan se li va receptar com a medicina, després que un altre monjo sospités que estava prenent d'amagat un aliment deliciós, el Buda també fa referència a la vida de Śāriputra com a serp per explicar la seva tossuderia.

Encara que es descriu Maudgalyāyana com el principal posseïdor de poders psíquics, els textos budistes afirmen que el propi Śāriputra també exhibia aquests poders. En diversos textos, es diu que Śāriputra exhibia diverses habilitats psíquiques, com la levitació i la capacitat de visitar altres regnes d'existència, així com habilitats comunes entre els 'arhats', com recordar vides passades i la clarividència. En una història, un yaksha, o ment, va colpejar Śāriputra al cap mentre meditava. Quan Maudgalyāyana va veure l'incident i es va acostar a preguntar-li a Śāriputra si estava bé, Śāriputra va declarar que ni tan sols va notar el cop i que només va patir un petit mal de cap. Maudgalyāyana va lloar llavors a Śāriputra per les seves habilitats psíquiques en ser capaç de sostenir un cop gairebé sense notar-ho, descrit en el text Patisambhidamagga com un exemple del "poder d'intervenció per concentració" (pali: samādhivipphāra-iddhi). En els textos de Mūlasarvāstivāda, Śāriputra i Maudgalyāyana van baixar a hell per donar a Devadatta la profecia que es convertirà en un pratyekabuddha en el futur. Durant la visita, es diu que Maudgalyāyana va intentar alleujar el patiment dels que estaven en l'infern creant pluja, però aquesta es va dispersar. Després que Śāriputra veiés això, va crear una pluja que sí va alleujar el sofriment dels de l'infern, utilitzant una meditació basada en la saviesa. Buda va enviar Maudgalyāyana a recuperar Śāriputra, que estava fent tasques de costura. Quan Śāriputra va declarar que se n'aniria després d'acabar el seu treball de costura, Maudgalyāyana va intentar forçar-ho a venir usant els seus poders psíquics per fer tremolar el terra, però Śāriputra no es va veure afectat. Quan Śāriputra li va dir que tornés primer, Maudgalyāyana va tornar amb el Buda i va trobar que Śāriputra ja havia arribat. Quan Maudgalyāyana va veure això, va declarar que el poder de les habilitats psíquiques no era rival per al poder de la saviesa.

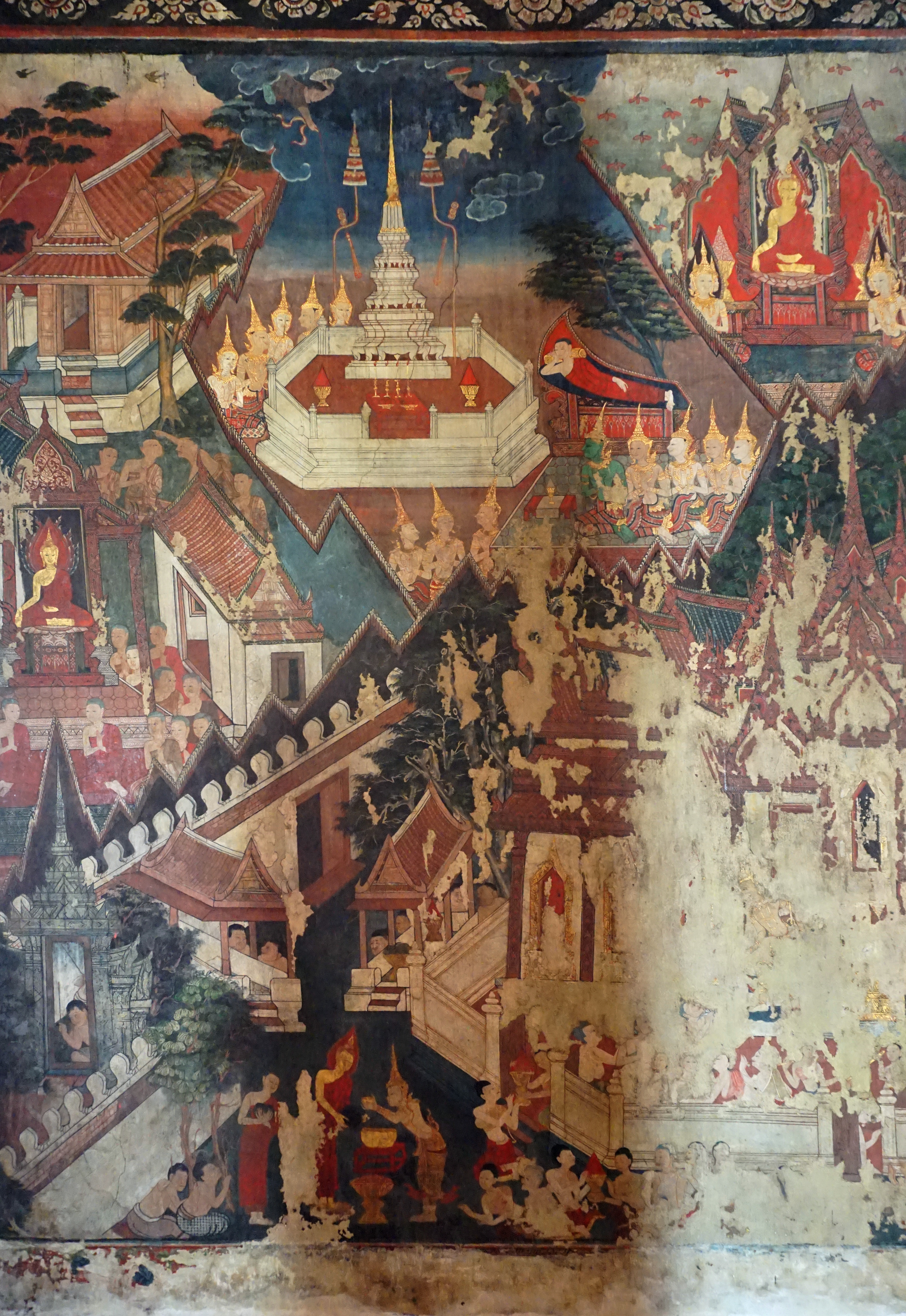
Pintura que representa la mort de Śāriputra al Museu Nacional de Bangkok.

### Mort
Tots els textos budistes afirmen que Śāriputra va morir poc abans que Buda, i els textos generalment indiquen que va morir a la seva ciutat natal. Segons els comentaris Pāli, Śāriputra es va aixecar un dia de la meditació i es va adonar, a través de la seva perspicàcia meditativa, que els deixebles principals havien d'assolir el parinirvana abans que el Buda, i que a ell li quedaven set dies de vida. ? ensenyar la seva mare, que encara no havia esdevingut el budisme. Després de convertir a la seva mare, Śāriputra va morir en pau el dia de lluna plena de Kartik (mes) Kartika] uns mesos abans que el Buda. segons els textos de Mūlasarvāstivāda, es diu que Śāriputra va aconseguir el paranirvana voluntàriament perquè no volia presenciar la mort de Buda, en alguns relats també va ser motivat per Maudgalyāyana amb la intenció d'assolir el paranirvana després de ser copejat i ferit mortalment per un grup religiós rival. En el relat de Sarvāstivāda, Śāriputra i Maudgalyāyana van aconseguir voluntàriament el paranirvana el mateix dia, perquè no volien presenciar la mort de Buda. En diverses versions de la història, es diu que diversos éssers celestials de la cosmologia budista van venir a presentar els seus respectes a Śāriputra prop del moment de la seva mort.
Es va celebrar un funeral per a Śāriputra a la ciutat de Rajgir on les seves restes van ser incinerades. Les seves relíquies van ser llavors portades per l'assistent de Śāriputra, Cunda, al Buda a Śrāvastī. En l'Anupada Sutta, el Buda va fer un elogi de Śāriputra, lloant el seu intel·lecte i la seva virtut. Segons un comentari de Dighanikaya, Buda va consagrar les relíquies de Śāriputra en un cetiya a Jetavana. En els textos de Mūlasarvāstivāda, les relíquies van ser lliurades al deixeble laic, Anathapindika, i és ell qui construeix una stupa i consagra les relíquies a Jetavana.

## Mort
Segons el Cànon Pāḷi, Śāriputra va morir poc temps abans que Buda, havent aconseguit el paranirvāṇa, i quan el seu ajudant, Cunda, li va comunicar el fet a Ānanda, aquest es va commoure molt. Ell va transmetre la notícia a Buda, qui va romandre en pau i va renyar la reacció d'Ānanda:
«Però, Ānanda, no t'he ensenyat ja que l'estat de creixement no és diferent respecte a totes les coses benvolgudes o atraients, l'estat d'arribar a ser separat, l'estat d'arribar a ser d'una altra forma? Què més es pot esperar? És impossible que un pugui prohibir a qualsevol cosa nascuda, existent o fabricada, quedar subjecta a la desintegració de desintegrar-se. Així com quan la branca més gran cau d'un gran arbre compost de duramen, aquest roman ferm; de la mateixa manera, Śāriputra ha aconseguit el trencament total d'aquesta gran comunitat de monjos composta de duramen, que roman ferm. Quina altra cosa es pot esperar? És impossible que un pugui prohibir a qualsevol cosa nascuda, existent o fabricada, quedar subjecta a la desintegració de desintegrar-se».